# Tollaslabda a 2024. évi nyári olimpiai játékokon
A 2024. évi nyári olimpiai játékokon a tollaslabda mérkőzéseit július 27. és augusztus 5. között rendezték meg. Összesen 5 versenyszámban avattak olimpiai bajnokot.

## Időrend
| S | Selejtezők | Ny | Nyolcaddöntők | N | Negyeddöntők | E | Elődöntők | D | Döntő |

| júl. / aug.  | 27. | 28. | 29. | 30. | 31. | 1. | 2. | 3. | 4. | 5. |
| ------------ | --- | --- | --- | --- | --- | -- | -- | -- | -- | -- |
| Férfi egyéni | S   | S   | S   | S   | S   | Ny | N  | E  |    | D  |
| Férfi csapat | S   | S   | S   | S   |     | N  | E  |    | D  |    |
| Női egyéni   | S   | S   | S   | S   | S   | Ny |    | N  | E  | D  |
| Női csapat   | S   | S   | S   | S   |     | N  | E  | D  |    |    |
| Vegyes páros | S   | S   | S   |     | N   | E  | D  |    |    |    |

## Éremtáblázat
(A táblázatokban a rendező nemzet sportolói eltérő háttérszínnel, az egyes számoszlopok legmagasabb értéke vagy értékei vastagítással kiemelve.)
| A 2024. évi nyári olimpiai játékok éremtáblázata tollaslabdában | A 2024. évi nyári olimpiai játékok éremtáblázata tollaslabdában | A 2024. évi nyári olimpiai játékok éremtáblázata tollaslabdában | A 2024. évi nyári olimpiai játékok éremtáblázata tollaslabdában | A 2024. évi nyári olimpiai játékok éremtáblázata tollaslabdában | Olimpia  |
| --------------------------------------------------------------- | --------------------------------------------------------------- | --------------------------------------------------------------- | --------------------------------------------------------------- | --------------------------------------------------------------- | -------- |
|                                                                 | Ország                                                          | Arany                                                           | Ezüst                                                           | Bronz                                                           | Összesen |
| 1.                                                              | Kína (CHN)                                                      | 2                                                               | 3                                                               | 0                                                               | 5        |
| 2.                                                              | Dél-Korea (KOR)                                                 | 1                                                               | 1                                                               | 0                                                               | 2        |
| 3.                                                              | Dánia (DEN)                                                     | 1                                                               | 0                                                               | 0                                                               | 1        |
| 3.                                                              | Tajvan (TPE)                                                    | 1                                                               | 0                                                               | 0                                                               | 1        |
|                                                                 |                                                                 |                                                                 |                                                                 |                                                                 |          |
| 5.                                                              | Thaiföld (THA)                                                  | 0                                                               | 1                                                               | 0                                                               | 1        |
|                                                                 |                                                                 |                                                                 |                                                                 |                                                                 |          |
| 6.                                                              | Japán (JPN)                                                     | 0                                                               | 0                                                               | 2                                                               | 2        |
| 6.                                                              | Malajzia (MAS)                                                  | 0                                                               | 0                                                               | 2                                                               | 2        |
| 8.                                                              | Indonézia (INA)                                                 | 0                                                               | 0                                                               | 1                                                               | 1        |
|                                                                 |                                                                 |                                                                 |                                                                 |                                                                 |          |
| Összesen                                                        | Összesen                                                        | 5                                                               | 5                                                               | 5                                                               | 15       |

## Érmesek
| A 2024. évi nyári olimpiai játékok érmesei tollaslabdában |                                                                      |                                                                 |                                            |
| Versenyszám                                               | Arany                                                                | Ezüst                                                           | Bronz                                      |
| Férfi egyes                                               | Viktor Axelsen · Dánia (DEN)                                         | Kunlavut Vitidsarn · Thaiföld (THA)                             | Lee Zii Jia · Malajzia (MAS)               |
| Női egyes                                                 | An Szejong (An Se-young) · Dél-Korea (KOR)                           | Ho Ping-csiao (He Bingjiao) · Kína (CHN)                        | Gregoria Mariska Tunjung · Indonézia (INA) |
| Férfi páros                                               | Tajvan · Li Jang (Lee Yang) · Vang Csi-lin (Wang Chi-lin)            | Kína · Liang Vej-keng (Liang Weikeng) · Vang Csang (Wang Chang) | Malajzia · Aaron Chia · Soh Wooi Yik       |
| Női páros                                                 | Kína · Csen Csing-csen (Chen Qingchen) · Csia Ji-fan (Jia Yifan)     | Kína · Liu Seng-su (Liu Shengshu) · Tan Ning                    | Japán · Macujama Nami · Sida Csiharu       |
| Vegyes páros                                              | Kína · Cseng Sze-vej (Zheng Siwei) · Huang Ja-csiung (Huang Yaqiong) | Dél-Korea · Kim Vonho (Kim Won-ho) · Csong Naun (Jeong Na-eun)  | Japán · Vatanabe Júta · Higasino Arisza    |